# Итик-Кюйол
Итик-Кюйол (на руски: Ытык-Кюёль; на якутски: Ытык-Күөл) е село в Якутия, Русия, административен център на Татински улус. Разположено е на брега на река Тата (приток на Алдан), на около 200 km североизточно от областния център Якутск. Към 2016 г. населението му възлиза на 6758 души.

## История
Селото е основано през 1916 г. През 1930 г. става административен център на Татински улус. През годините селото бива често наводнявано. През пролетта на 2007 г. 895 къщи са наводнени, а 2615 души са евакуирани. Затова през 2012 г. е пусната в експлоатация защитна стена, която да пази селото от прииждащите води на р. Тата.

## Население
| 1959 | 1970 | 1979 | 1989 | 2002 | 2010 | 2011 |
| ---- | ---- | ---- | ---- | ---- | ---- | ---- |
| 2378 | 3352 | 4118 | 5658 | 6267 | 6828 | 6820 |
| 2012 | 2013 | 2014 | 2015 | 2016 |      |      |
| 6651 | 6577 | 6623 | 6726 | 6758 |      |      |

## Икономика
Развито е селското стопанство, с производство на месни и млечни продукти. Селото разполага с читалище, театър, училища и исторически музей. През селото преминава Колимската магистрала.